# Melchor Bravo de Saravia
Melchor Bravo de Saravia, španski konkvistador, * 1512, Soria, † 1577, Soria.
de Saravia je bil podkralj Peruja (1552-1556) in kraljevi guverner Čila (1567-1575).